# Валоа-Бургундия (династия)
Династията Валоа Бургундия (на френски: la maison de Valois-Bourgogne) е клон на династията Валоа. Наричана е и „по-младият Валоа Бургундски дом“ и управлявала Бургундското херцогство от 1363 до 1477 г.

## Историческа справка

### Филип IIСмели
През 1363 г. френският крал Жан II Добрия предоставя херцогство Бургундия на третия си син Филип II Смели. Сражавал се храбро в битката при Поатие (1356), заради което получава прозвището си Смели, той попада в английски плен заедно със своя баща. Бракът на Филип II (1369) с Маргарита III (1350 – 1405), вдовица на предишния бургундски херцог Филип I, му позволява да присъедини към своите владения и графствата Фландрия и Артоа. След смъртта на брат си Шарл V през 1380 г. той е един от регентите на Франция. През 1388 г. се отказва от регентството поради конфликт с племенника си Луи I Орлеански. През 1392 г. поема отново управлението на кралството, след като Шарл VI полудява. Филип II Смели е един от основните участници в избухналите в началото на 15-ти век междуособици, известни като „Войната на бургундци и арманяци“.
От брака си с Маргарита III Филип II Смели има девет деца, три от които не доживяват пълнолетие.
- Жан I „Безстрашни“ (1371 – 1419)
- Маргарита (1374 – 1441), омъжена за Вилхелм VI фон Вителсбах, граф на Ено, Холандия и Зеландия
- Катерина (1378 – 1425), омъжена (1393) за австрийския херцог Леополд IV Хабсбург
- Мария (1380 – 1422), омъжена (1401) за херцог Амадей VIII Савойски
- Антоан (1384 – 1415), граф на Ретел (1393 – 1404), херцог на Лимбург (от 1404) и Брабант (от 1406). Първи брак (1402) с Жана дьо Люксембург-Сен Пол (†1409), втори брак (1409) с Елизабет от Гьорлиц (1309 – 1451)
  - Жан IV (1403 – 1427), херцог на Брабант и Лимбург. Женен (1418) за Якоба (Жаклин, 1401 – 1436), дъщеря на Вилхелм VI фон Вителсбах и разведен с нея през 1422 г. (1)
  - Филип (1404 – 1430), граф на Сен Пол и Лион, херцог на Брабант и Лимбург от 1427 г., неженен (1)
- Филип (1389 – 1415), граф на Невер и Ретел (от 1404). Първи брак (1409) с Изабела дьо Суси, втори брак (1413) с Бона д’Артоа (†1425), дъщеря на Филип д’Артоа, граф д’Йо
  - Шарл I (1414 – 1464), граф на Невер и Ретел. Женен (1456) за Мария (†1485), дъщеря на Шарл II д’Албре
  - Жан II (1415 – 1491), граф на Невер, Ретел и Йо. Първи брак (1435) с Жаклин д’Айи (†1470), втори брак (1471) с Паула дьо Брос (†1479), трети брак (1480) с Франсоаз д’Албре-Орвал (†1521)
    - Елизабета (1439 – 1483), омъжена (1455) за херцог Жан I (1)
    - Шарлота (†1500), омъжена (1486) за Жан д†Албре, барон Д’Орвал (2)[2]

### Жан IБезстрашни
След смъртта на Филип II Смели на бургундския престол се възкачва първородният му син Жан I Безстрашни. Преди да стане херцог, той взема участие в кръстоносния поход срещу Османската империя, организиран от унгарския крал Сигизмунд Люксембургски, и се сражава в битката при Никопол (1396). Наследява мястото на баща си в регентския съвет на Франция. Организира убийството на своя братовчед и съперник, херцог Луи I Орлеански (1407) и за известно време властта му в Париж е безспорна. През 1413 г. е прогонен от френската столица, но се връща победоносно през 1418 г. Убит е на следващата година, по време на срещата си в Монтрьо с дофина Шарл дьо Валоа.
Жан I Безстрашни е женен за Маргарита (1363 – 1423), дъщеря на Албрехт I фон Вителсбах, граф на Ено, Холандия и Зеландия, която му ражда осем деца, две от които умират като бебета:
- Маргарита (1393 – 1442), графиня на Жиен и Монтаржи. Първи брак (1412) с Луи (1396 – 1415), дофин на Виеноа; втори брак (1423) с Артур III дьо Дрьо, херцог на Бретан
- Мария (1393 – 1463), омъжена (1406) за Адолф II дьо ла Марк (1373 – 1448), херцог на Клеве
- Изабела (†1420), омъжена (1406) за Оливие дьо Шатийон-Блоа, граф на Пентиевр
- Филип III (1396 – 1467)
- Анна (1404 – 1432), омъжена (1423) за херцога на Ланкастър Джон Бедфорд (1389 – 1435)
- Агнес (1407 – 1432), омъжена (1425) за херцог Шарл I дьо Бурбон.[2]

### Филип III
Филип III Добрия, единственият син на Жан I Безстрашни, го наследява в Бургундия. Новият владетел се включва в Стогодишната война на страната на Англия. Той урежда подписването на договора от Троа (1420), според който френският крал Шарл VI признава за свой регент и наследник английския владетел Хенри V. По-късно Филип III, обезпокоен от нарастването на английското могъщества, се съюзява с френския крал Шарл VII. С договора от Арас (1435) френската корона му отстъпва някои територии. Така Бургундия се превръща в сериозен политически фактор в западноевропейските междудържавни отношения. Склонен винаги да търси изгода от затрудненията на Франция, в последните години от живота си Филип III дава убежище на дофина, бъдещия крал Луи XI, влязъл в конфликт с баща си Шарл VII. Известен е и като покровител на изкуствата и науката в своите земи.
Херцогът се жени три пъти: 1) 1409 г. за Мишел (1395 – 1422), дъщеря на френския крал Шарл VI; 2) 1424 г. за Бона (†1425), дъщеря на Филип д’Артоа, граф д’Йо; 3) 1429 г. за Изабела, дъщеря на португалския крал Жуау I. По време на сватбата си с Изабела (1429) учредява известния Орден на Златното руно. Третата му съпруга му ражда единствения жив наследник Шарл Дръзки, или „Шарл Страшни“ (1433 – 1477).

### Шарл Дръзки
Филип III Добрия е наследен от единствения си син Шарл Дръзки, или „Шарл Страшни“. Цялото управление на този владетел преминава във войни срещу неговия сюзерен, френския крал Луи XI. Заедно с Англия и Германия, херцогът се опитва да създаде коалиция срещу Луи XI и да увеличи територията на Бургундия за сметка на своите съседи. От своя страна кралят на Франция привлича за съюзници швейцарците, които нанасят няколко поражения на бургундските войски през 1476 г. На следващата година Шарл Дръзки загива при обсадата на лотарингския град Нанси.
След ранната смърт на първата си съпруга Катерина (1428 – 1446), дъщеря на френския крал Шарл VII, херцогът се жени (1454) за своята братовчедка Изабела (†1465), дъщеря на херцог Шарл I дьо Бурбон. Сключва и трети брак (1468) с Маргарита (1446 – 1503), сестра на английския крал Едуард IV. От втората си съпруга има само една дъщеря Мария (1457 – 1482). След смъртта на Шарл Дръзки, Бургундия е анексирана от Луи XI. Принцеса Мария наследява бащините си владения в Нидерландите: Брабант, Лимбург, Люксембург, Холандия, Зеландия, Ено, Артоа и Намюр. Те са включени в границите на Свещената римска империя, когато Мария се омъжва за бъдещия германски император Максимилиан I.

## Херцози на Бургундия от династията Валоа-Бургундия
- 1363 – 1404 Филип II Смели (15.1.1342 – 27.4.1404), трети син на френския крал Жан II Добрия
- 1404 – 1419 Жан I Безстрашни (28.5.1371 – 10.9.1419), син на предходния
- 1419 – 1467 Филип III Добрия (30.6.1396 – 15.6.1467), син на предходния
- 1467 – 1477 Шарл Дръзки, или „Шарл Страшни“ (Charles le Temeraire) (10.11.1433 – 5.1.1477), син на предходния[2]